# Chuck Wagner
Pour les articles homonymes, voir Wagner.
Chuck Wagner est un acteur et metteur en scène américain né le 20 juin 1958 à Nashville dans le Tennessee.

## Théâtre

### Acteur
- 1976-2001 : 1776 : Colonel Thomas McKean et Edward Rutledge
- 1977-1978 : The Lost Colony : John Borden
- 1979 : Christopher : Christopher
- 1984 : The Three Musketeers : Athos
- 1986-1990 : Camelot : Lancelot du Lac
- 1986 : Oklahoma ! : Curly McLain
- 1986-2000 : Jekyll & Hyde : Dr Henry Jekyll et M. Edward Hyde
- 1986-1997 : Into the Woods : Prince de Raiponce, Grand Méchant Loup et Prince de Cendrillon
- 1991 : Svengali : Svengali
- 1991-2002 : Kiss Me, Kate : Percy Blakeney
- 1992-2014 : Les Misérables : Javert et Jean Valjean
- 1994-1998 : La Belle et la Bête : Gaston et La Bête
- 1996 : Le Mouron rouge : Percy Blakeney
- 2001-2004 : A Little Night Music : Comte Carl-Magnus Malcolm
- 2003 : Mame : Beauregard Jackson Pickett Burnside
- 2004-2005 : Dracula, entre l'amour et la mort : Dracula, Van Helsing et Quincey Morris
- 2005 : Annie Get Your Gun : Frank Butler
- 2005 : Anyone Can Whistle : J. Bowden Hapgood
- 2010 : Hello, Dolly! : Horace Vandergelder
- 2012-2013 : Anything Goes : le capitaine du SS American et Elisah J. Whitney
- 2015 : Seaplane: The Musical : Alexander Graham Bell
- 2019 : Jules César : Jules César

### Metteur en scène
- 2002 : Jekyll & Hyde au Université de Floride de l'ouest
- 2003 : L'Homme de la Mancha : Université de Floride de l'ouest

## Filmographie

### Cinéma
- 1986 : America 3000 : Korvis
- 1987 : Into the Woods : le prince de Raiponce
- 1988 : The Sisterhood : Mikal
- 2017 : Hewlogram : l'hologramme original

### Télévision
- 1970 : La Force du destin : Dr Gordon
- 1982 : Capitol : un journaliste
- 1982 : Hôpital central : Randall Thompson (1 épisode)
- 1983 : Shérif, fais-moi peur : Joey (1 épisode)
- 1983-1984 : Automan : Automan (13 épisodes)
- 1984 : On ne vit qu'une fois : Klaus Eichman (1 épisode)
- 1986 : Dynastie : Chad Danning (1 épisode)
- 1991 : Matlock : D.A. Moran
- 1991 : American Playhouse : le prince de Raiponce (1 épisode)
- 1994 : Amoureusement vôtre : Clark Madison (2 épisodes)